# Expendables: Postradatelní 2
Expendables: Postradatelní 2 je americký akční film Simona Westa z roku 2012. Jedná se o pokračování filmu Expendables: Postradatelní z roku 2010. Hlavní role si zahráli Sylvester Stallone, Jason Statham, Bruce Willis, Liam Hemsworth, Arnold Schwarzenegger, Jean-Claude van Damme a Chuck Norris. Opět se vrací tým Postradatelných, aby splnili další úkol pro agenta CIA Churche. Všichni se vrhají do nepřátelských linií, protože jsou postradatelní.

## Obsazení
- Sylvester Stallone jako Barney Ross, vůdce týmu
- Jason Statham jako Lee Chrismas, specialista SAS na sečné zbraně
- Jet Li jako Yin Yang, specialista na boj beze zbraně
- Dolph Lundgren jako Gunnar Jensen, sniper
- Chuck Norris jako Booker, žoldák
- Jean-Claude van Damme jako Jean Vilain, terorista
- Bruce Willis jako agent Church, agent CIA
- Arnold Schwarzenegger jako Trent 'Trench' Mauser, žoldák
- Terry Crews jako Hale Caesar, specialista na zbraně
- Randy Couture jako Toll Road, specialista na demolice
- Liam Hemsworth jako Bill Timmons, sniper
- Scott Adkins jako spojenec teroristy Vilaina Hector, terorista
- Yu Nan jako Maggie, podřízená agenta CIA Churche
- Novak Djoković hraje sám sebe (cameo, vystřiženo)